# Spaniens Grand Prix 1975
Spaniens Grand Prix 1975 var det fjärde av 14 lopp ingående i formel 1-VM 1975. 

## Resultat
1. Jochen Mass, McLaren-Ford, 4½ poäng
2. Jacky Ickx, Lotus-Ford, 3
3. Carlos Reutemann, Brabham-Ford, 2
4. Jean-Pierre Jarier, Shadow-Ford, 1½
5. Vittorio Brambilla, March-Ford, 1
6. Lella Lombardi, March-Ford, ½
7. Tony Brise, Williams-Ford
8. John Watson, Surtees-Ford

### Förare som bröt loppet
- Clay Regazzoni, Ferrari (varv 25, för få varv)
- Rolf Stommelen, Hill-Ford (25, olycka)
- Carlos Pace, Brabham-Ford (25, olycka)
- Tom Pryce, Shadow-Ford (23, olycka)
- Ronnie Peterson, Lotus-Ford (23, upphängning)
- Roelof Wunderink, Ensign-Ford (20, transmission)
- François Migault, Hill-Ford (18, för få varv)
- Mario Andretti, Parnelli-Ford (16, upphängning)
- Bob Evans, BRM (7, bränslesystem)
- James Hunt, Hesketh-Ford (6, olycka)
- Jody Scheckter, Tyrrell-Ford (3, motor)
- Mark Donohue, Penske-Ford (3, olycka)
- Alan Jones, Harry Stiller Racing (Hesketh-Ford) (3, olycka)
- Patrick Depailler, Tyrrell-Ford (1, olycka)
- Wilson Fittipaldi, Fittipaldi-Ford (1, drog sig tillbaka)
- Arturo Merzario, Williams-Ford (1, drog sig tillbaka)
- Niki Lauda, Ferrari (0, olycka)

### Förare som ej startade
- Emerson Fittipaldi, McLaren-Ford